# Гершанок, Валентин Александрович
Валенти́н Алекса́ндрович Герша́нок (род. 21 июля 1941, Москва) — советский и российский учёный-геофизик, декан геологического факультета (1996—2006) Пермского университета. Член диссертационного совета при Горном институте УрО РАН. Заслуженный работник высшей школы Российской Федерации (2005). Автор известных в России учебников и монографий по геофизике.

## Биография
В 1963 году окончил геологический факультет Пермского университета по специальности «Геофизические методы поисков и разведки месторождений полезных ископаемых». Ученик профессора А. К. Маловичко.
В 1963—1965 годах служил в Советской Армии.
С января 1966 года работает на кафедре геофизики ПГУ, с 1999 года — в должности профессора. Кандидат геолого-минералогических наук (1973, диссертация «О выделении гравитационного эффекта для решения тектонических задач различной масштабности»), доктор технических наук (1999, диссертация в форме научного доклада «Методы изучения разномасштабных структур на основе гравиметрических данных и априорной информации»), учёное звание профессора присвоено в 2000 году.
В 1987—1996 годах — заместитель декана, в 1996—2006 — декан геологического факультета Пермского университета.
Супруга — геолог Л. А. Гершанок (род. 1940), сын Лев (род. 1976) — кандидат юридических наук, заместитель руководителя администрации губернатора Пермского края, советник по правовым вопросам министра экономического развития РФ М. Г. Решетникова.

## Научная деятельность
Сфера научных интересов включает теорию и практику интерпретации геофизических полей, историю развития геологического факультета Пермского университета.
Автор 170 научных работ, включая 7 учебников и учебных пособий для вузов, 6 монографий. Основные работы посвящены вопросам обработки гравиметрических наблюдений, повышения точности определения аномалий, их геологической интерпретации.
Разработал метод выделения гравитационного эффекта геологических объектов по семейству соконтурных кривых и, совместно с М. С. Чадаевым, метод адмиттанса гравитационных и магнитных полей.
В Пермском университете является одним из лидеров научного направления «Разработка теоретических основ и технологии высокоточной гравиразведки и магниторазведки при поисках месторождений нефти и газа» .
Автор книг «Выделение гравитационного эффекта по семейству соконтурных кривых» (1998), «Методы геолого-геофизической интерпретации гравитационных аномалий» (1982, в соавт. с А. К. Маловичко), «Сборник задач по векторной алгебре и элементам теории поля» (2006), «Теория поля» (учебник для бакалавров, М.: Издательство Юрайт, 2012, в соавт. с Н. И. Дергачевым), «Радиометрия и ядерная геофизика» (учебное пособие, 2012), «Каротаж: гравиметрический, плотностной гамма-гамма, магнитный» (в соавторстве, 2012).
Редактор сборников «70 лет геологическому факультету Пермского университета» (2001), «Геологический факультет Пермского университета — три четверти века» (2006).
В. А. Гершанок включен в энциклопедические сборники "Геофизики России" (2001, 2005)
Учёный секретарь диссертационного совета Д212.189.01 при ПГНИУ (1993—2014). Член диссертационных советов при ПНИПУ (до 2014) и Горном институте УрО РАН.
Входит в состав учёных советов ПГНИУ и геологического факультета ПГНИУ. Член Президиума УМО университетов России по Отделению геологии (1996—2006), эксперт при работе государственных комиссий по аттестации вузов.
Член Евро-Азиатского геофизического общества (ЕАГО).

## Избранные работы
- Гершанок В. А., Маловичко А. К. Методы геолого-геофизической интерпретации гравитационных аномалий: учеб. пособие по спецкурсу / А. К. Маловичко, В. А. Гершанок; Перм. гос. ун-т. — Пермь: [б. и.], 1982. — 98 с. — 0.20 р.
- Гершанок В. А. Выделение гравитационного эффекта по семейству соконтурных кривых / Валентин Александрович Гершанок. — Пермь: Изд-во Перм. ун-та, 1998. — 79 с. — ISBN 5-8241-0172-8: 5 р.
- Гершанок В. А. Методы изучения разномасштабных структур на основе гравиметрических данных и априорной информации: автореферат дис. … д-ра техн. наук: 04.00.12 / В. А. Гершанок. — Пермь: [б. и.], 1999. — 52 с.
- Гершанок В. А. Сборник задач по векторной алгебре и элементам теории поля: Учеб. пособие / Перм. гос. ун-т. — Пермь: ПГУ, 2001. — 72 с. — Библиогр.: с. 71. — ISBN 5-7944-0172-9: 8.008.26, 10 р., 8.26 р.
- Гершанок В. А., Дергачев Н. И. Теория поля: Учеб. пособие для студентов вузов, обучающихся по спец. 011200 Геофизика. М-во образования РФ, Перм. гос. ун-т. — Пермь: ПГУ, 2003. — 195 с. — Библиогр.: с. 194. — ISBN 5-7944-0317-9: 50 р.
- Гершанок В. А. Сборник задач по векторной алгебре и элементам теории поля: учебное пособие по курсу «Теория поля» для студентов, обучающихся по специальности 011200 «Геофизика» / В. А. Гершанок; Федер. агентство по образованию, Перм. гос. ун-т. — 2-е изд., стереотип. — Пермь: Пермский государственный университет, 2006. — 71 с. — Библиогр.: с. 71. — ISBN 5-7944-0684-4.
- Геологический факультет Пермского университета — три четверти века: юбилейный сборник / Федер. агентство по образованию, Перм. гос. ун-т; сост. В. А. Гершанок. — Пермь: ПГУ, 2006. 97 с.: фото. — Библиогр. в тексте ст. — 90-летию Пермского государственного университета, 75-летию геологического факультета посвящается. — ISBN 5-7944-0699-2: 50 р.
- Гершанок В. А. Теория поля: учебник для бакалавров: учебник для студентов, обучающихся по специальности 020302 Геофизика и по направлению подготовки 020700 Геология (профиль Геофизика) / В. А. Гершанок, Н. И. Дергачев; Перм. гос. нац. исслед. ун-т. — Москва: Юрайт, 2012. — 278 с.: ил. — (Бакалавр. Базовый курс) (Учебник) (Учебно-методическое объединение рекомендует). — Библиогр.: с. 277—278. — 1000 экз. — ISBN 978-5-9916-1579-2: 305.03 р.
- Гершанок В. А. Радиометрия и ядерная геофизика: учебное пособие для студентов геологического факультета / В. А. Гершанок; М-во образования и науки РФ, Перм. гос. нац. исслед. ун-т. — Пермь: [б. и.], 2012. — 260 с. — Библиогр.: с. 259. — ISBN 978-5-7944-1924-5: 270 р.

## Награды и звания
- Юбилейная медаль «Двадцать лет Победы в Великой Отечественной войне 1941—1945 гг.» (1965).
- Лауреат науки Пермского университета (1999).
- Почётная грамота Пермской области (2001).
- Заслуженный работник Высшей школы РФ (2005).
- Медаль ЕАГО им. А. К. Маловичко (2012).
- Лауреат премии Пермского края в области науки в номинации «За лучшую работу в области наук о Земле» (2014).